# Extended Industry Standard Architecture

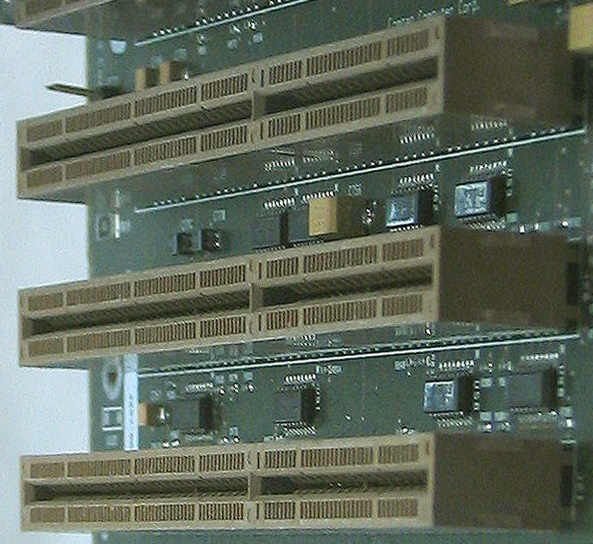
Conectori EISA

Extended Industry Standard Architecture (EISA) este o magistrală paralelă de date care extinde magistrala ISA la 32 biți. Standardul a fost conceput pentru a concura cu Micro Channel Architecture (MCA) a IBM - o magistrală paralelă cu 16 și 32 de biți patentată pentru computerele IBM PS/2. EISA a fost utilizat în primul rând pentru servere high-end care necesită o lărgime de bandă mare. 
Standardul a fost inițiat în septembrie 1988 de un grup de nouă companii producătoare de hardware (AST Research, Compaq, Epson, Hewlett-Packard, NEC, Olivetti, Tandy, Wyse Technology și Zenith Data Systems).

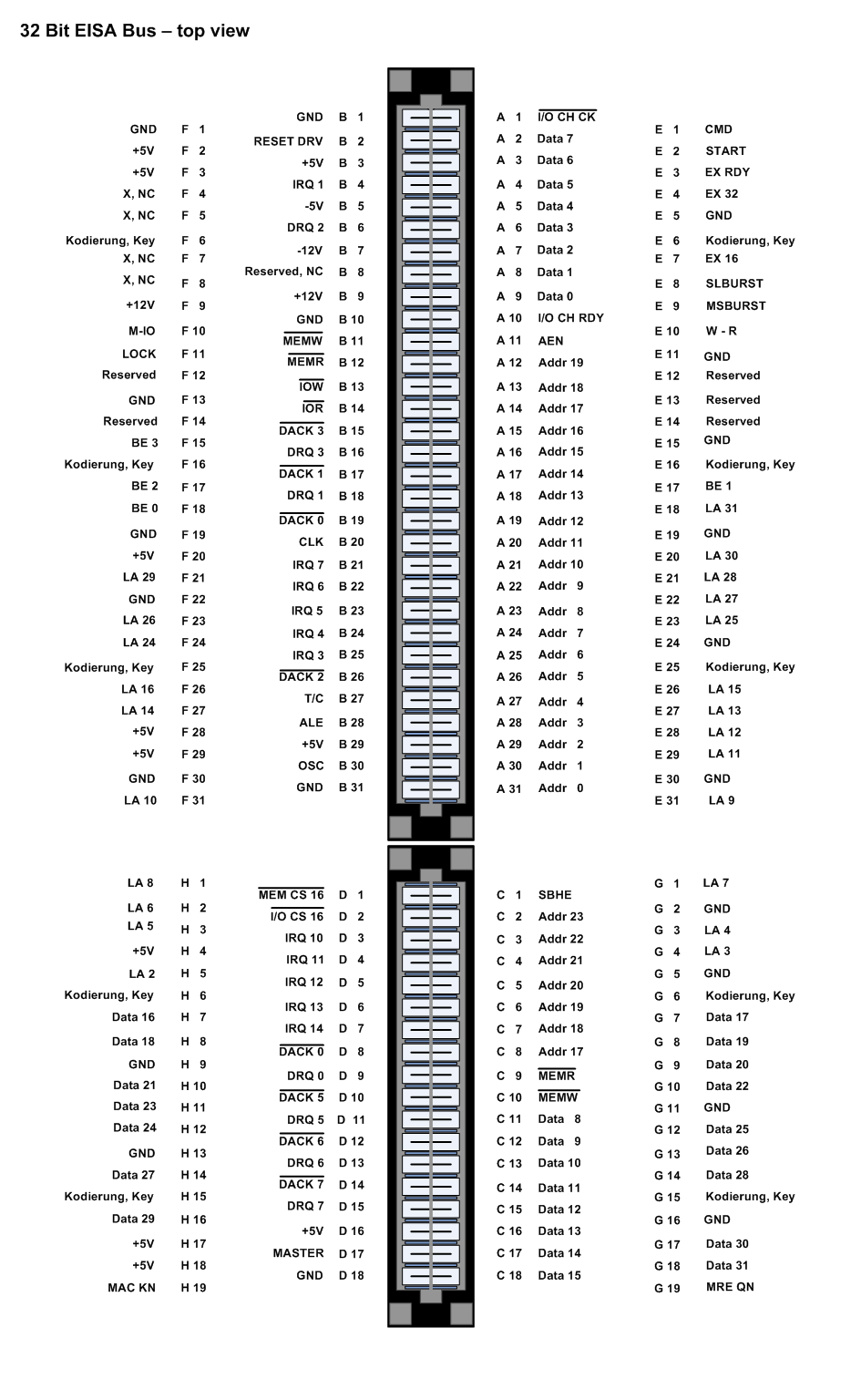
Sloturi EISA

Magistrala EISA avea performanțe cel puțin atât de bune ca și MCA: 32 de biți de adresă, 32 de biți de date la 33 MB/s, configurare automată sau manuală, viteza maximă 120 Mbps, capacitatea de a partaja magistrala între mai multe CPU-uri. De asemenea, asigură compatibilitate cu magistrala ISA. 
Majoritatea plăcilor EISA au fost concepute pentru carduri de rețea sau interfețe SCSI. De asemenea, EISA a fost accesibil prin mai multe PC-uri "non-compatible" IBM cum ar fi HP 9000, MIPS Magnum, AlphaServer și SGI Indigo.
EISA a fost relativ puțin utilizat fiind înlocuit de standardul PCI (Peripheral Component Interconnect) lansat de Intel în 1990.